# ويليام كورنيليوس
ويليام كورنيليوس (بالإنجليزية: William Cornelius)‏ (17 فبراير 1915 بملبورن في أستراليا - 26 يونيو 2005) هو لاعب كريكت أسترالي. لعب مع فريق فكتوريا للكريكت.

## وصلات خارجية
- ويليام كورنيليوس على موقع إي آس بي آن كريك إنفو (الإنجليزية)